# Marie Löwenstein-Wertheim-Rosenberg
Marie Löwenstein-Wertheim-Rosenberg (Maria Aloisia Josephine Consolata Immaculata Benedicta Theresia Antonia Johanna Carla Conrada Leonharda; 6. listopadu 1935, Mnichov – 20. července 2018) byla princezna Löwenstein-Wertheim-Rosenberg a rakouská arcivévodkyně.

## Rodina
Je nejstarší dcera a dítě Karla, 8. knížete Löwenstein-Wertheim-Rosenberg a hraběnky Caroliny Rignon. Ze strany své matky je sestřenicí královny Paoly Belgické.

## Manželství a děti
Dne 25. srpna 1956 (civilně) a 12. září 1956 (církevně) se v Bronnbachu vdala za arcivévodu Josefa Arpáda Habsbursko-Lotrinského nejstaršího syna arcivévody Josefa Františka Habsbursko-Lotrinského a princezny Anny Saské. Spolu mají osm dětí:
- Joseph Karl (1957–1957)
- Monika-Ilona (nar. 1958), sňatek s Charlesem Ramborem
- Josef Karel (nar. 1960), sňatek s princeznou Markétou Hohenberskou
- Marie Kristina (nar. 1961), sňatek s Raymondem van der Meide
- Andreas-Augustinus (nar. 1963), sňatek s hraběnkou Marii-Kristinou Hatzfeldt-Dönhoff
- Alexandra Lydie (nar. 1965), sňatek s Wilhelmusem de Wit
- Mikuláš František (nar. 1973), sňatek s Eugenií de Calonje Gurrea
- Jan Jakub (nar. 1975)

## Tituly a oslovení
- 6. listopadu 1935 – 25. srpna 1956: Její Jasnost princezna Marie Löwenstein-Wertheim-Rosenberg
- 25. srpna 1956 – dosud: Její císařská a královská Výsost Marie arcivévodkyně a císařská princezna rakouská, královská princezna uherská a česká